# 朱塞佩·科拉迪
朱塞佩·科拉迪（義大利語：Giuseppe Corradi，1932年7月7日—2002年7月22日），意大利男子足球运动员，司职后卫。他曾代表意大利国奥队参加1952年夏季奥林匹克运动会足球比赛，获得第九名。